# Lissonota mediterranea
Lissonota mediterranea är en stekelart som beskrevs av André Seyrig 1927. Lissonota mediterranea ingår i släktet Lissonota och familjen brokparasitsteklar. Inga underarter finns listade i Catalogue of Life.